# 脚本

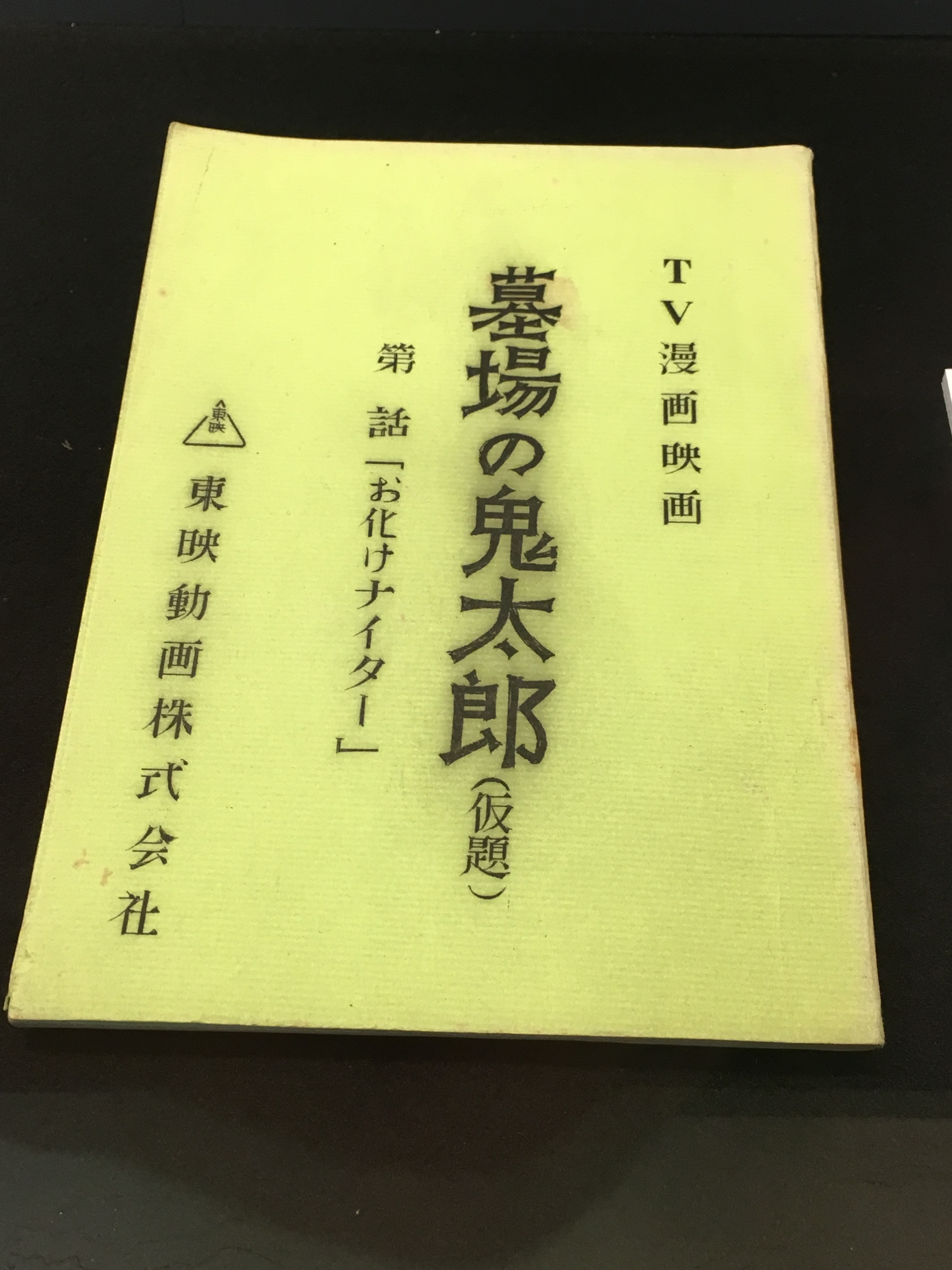
TV漫画映画『墓場の鬼太郎（仮題）』の脚本（台本、1968年）

脚本（きゃくほん、英: screenplayあるいはscript）とは、演劇・映画・テレビ放送・ラジオ放送などの台本。「いつ・どこで・誰が」（時・場所・人）を示す柱書きおよび台詞、ト書きだけで構成された設計図的役割を担うテキスト。映画のものは特にシナリオ (scenario) と呼ばれる。

## 概要
小説とは形式が異なる。
脚本では文学的表現や美文は要求されず、小説などでは活用される主観描写（登場人物の心情など）は極力排除される。ラジオやテレビ、映画などのメディアによって、そのメディアの特質や慣習に従った一定のフォーマットが推奨、または必須とされる場合がある。
書き方は、よく絵画や彫刻を作る方法に例えられる。絵画では画用紙やキャンバスに絵具を付けた筆で、いきなり人物の顔を描く人はいない。また彫刻でも丸太に彫刻刀を突き立て、眼から丁寧に彫る人もいない。絵画ではまず全体を荒く素描（デッサン）し、次に完成を予測しながら下書きをし、その次にバランスを見ながら細部を徐々に仕上げていく。脚本も同様に、どこからストーリーを始めてどこに向かって進んでいくのか。そして広がったストーリーの最後はどう収束するのか。それらのバランスに配慮しつつ、まず（絵画のデッサンに相当する）プロットを書き、それから書いてゆく。
脚本は、監督・プロデューサーなどと打ち合わせをしつつ作り上げていくことが多い。（特に映画では）スポンサーとの打ち合わせが行われることもある。また出演俳優が大物俳優だったりすると、俳優からの細部の修正の要望が入ってしまう事態になることもある。
映画の場合では、打ち合わせと執筆は平行して行われることが多く、このたびに印刷・製本されることが多い。このため、準備稿、改定稿、決定稿と版を重ねることになる。改定はほぼ全て取り替える場合から些細な部分を修正するに留める場合もあり、準備稿と決定稿、さらに作られた映画とはストーリーが大幅に異なっていることもある。さらに日程・予算の都合で、実際の撮影に入っても改定が行われる場合があり、脚本家あるいは監督が現場で執筆する場合もある。これは「号外」とも呼ばれる。
執筆に関わる脚本家の数、および脚本家とともに監督が脚本に関わる場合は、作品的な価値だけではなく印税、二次使用料、著作権などの配分に影響することが多く、昨今は監督が脚本を執筆することも多い。戯曲は単独で執筆することが多い。
脚本は、小説とは異なり、複数の人によって書かれることがそれなりにある。テレビドラマシリーズでは、執筆作業の負荷の大きさや放送スケジュールを考慮して、数名交代で担当することもある。テレビドラマシリーズで視聴率が低迷すれば、途中で脚本家が交代することもある。また一話の中でも複数名が関与する場合もある。
基本的に、戯曲を除いて脚本は単独で発表されない。原作品を映像化や漫画化することで一つの作品とみなされる。そのために脚本の存在感が弱くなり、監督やプロデューサーらが無断で改変して争う事例も散見される。戯曲の場合は脚本のみで発表されることも多い。
従来、日本で脚本に用いられた原稿用紙は基本的に200字詰め（20字×10行）で、この原稿用紙状態の脚本は「ペラ」とも呼ばれる。近年はテキストエディタを用いることが多い。役者に渡す前に印刷・製本するので、製本した状態にすると「台本」（ほん）と呼ぶ。

## 種類
台本
元来は脚本を台本と称したが、現在は演者に使われる台詞を特に中心としたものを指すことが多い。
台帳あるいは正本(しょうほん)、根本(ねほん)
歌舞伎の脚本の古い呼び方。歌舞伎で昨今は脚本と称する。
シナリオ
シナリオは映画の脚本、台本。scenarioはアメリカの映画用語である。scenarioの表現を、その語源から説明すると、もとはラテン語のscena（舞台、場面　という意味の言葉）から派生した言葉であり、イタリアではイタリア語で演劇やオペラの "場面（シエーナ）をつないだ筋書き" の意味で使われていた（もともとは即興劇用のおおまかな筋を書いたものを意味していたとも）、転じてアメリカで映画用語として使われた。
日本でアメリカの映画用語の「シナリオ」を使い始めた経緯は、1920年に松竹が映画事業に乗り出すため、アメリカから招聘したヘンリー・小谷がアメリカの映画用語のsecenarioを使ったことに始まる。それまでは日本では「台本」と称した。
「シナリオ」の辞書に載る基本的な用法としては、映像劇の脚本を舞台の脚本から区別するために使われる。
「シナリオ」は、コンピュータゲームを制作するために時代・場所・人物（キャラクター）の設定やセリフなどを書いたテキストを指すためにも使われる。
映像脚本
編集により撮影時から前後の不要な部分が切られた一つの動画をカットと称する。カットは「屋外の昼の光のもと少女の顔が上を見上げる」などの単一の映像である。このカットが集まって「昼間の草原で。少女が空を見上げる。眩しい太陽に目を細める。母の呼ぶ声が聞こえ振り向く、母がやってくる」などの同一の場所と同じ時間の流れで一つの場面を作り、これをシーンと称する。シーンが集まって「少女と母の再会」などの単一のストーリー（エピソード）になり、これをシークエンスと称する。さらにそのシークエンスが集まり「父母の離婚で母と別れた少女が数年後にまた同居する」などの大きなストーリー（エピソード）になる。そしてさらにこのパターンが集まったものが作品である。つまりカットの集合はシーンを形成し、それの集合はシークエンスを形成し、それの集合は作品を形成する。その設計図である脚本では作品が最終的にはカットの集合で表現されることを意識しつつも同一の場所・時間ごとであるシーン毎にその場面の内容を記述する。
脚本は関係者全員が作品とその内容について統一されたイメージを持つための唯一の基礎になる。作品の中核となるアイデアとストーリー、登場人物達の性格付け、物語の整合性が脚本で完成していなければならない。また、脚本は作品の規模や完成までの作業期間、必要な予算を見積もるためにも必要である。
関係者は脚本に基づいてそれぞれの担当分野でのプランを作成する。役者は脚本に基づいて役の肉付けを考え、照明スタッフは照明プランを、美術スタッフはセットや衣装のプランを、音響スタッフは音響プランを、特撮スタッフは特撮カットのプランを練り上げていく。
よって、そこには一定の文法なり、書式が存在する。かつて溝口健二が、修行時代の新藤兼人の脚本を一読し、「これは脚本ではなくストーリーだ」とコメントしたことに象徴される。ただし最近では、漫画風の絵コンテとアバウトな説明だけを用意する岩井俊二や、登場人物の台詞を全て役者のアドリブに任せる石川寛など、従来のスタイルとは異なる脚本を使用する監督も少数ながらいる。
演劇（舞台作品）の脚本
稽古の段階で演出家の演技指導が細かく入る場合が多く、したがってト書きは極端に少なく、台詞だけで構成されることが多い。美術、舞台監督は本番に近い舞台装置を稽古場に仮設し、音響、照明スタッフは芝居が作られるにしたがって、演出家がねらった効果を作り上げていく。
戯曲
舞台演劇の脚本のなかでも、テキスト（読み物）として鑑賞できるものは戯曲とも呼ばれる。通常「戯曲」と言うと、印刷されたテキスト自体を独立した作品として読んで鑑賞することができる水準の作品であることを意味する。シェークスピアの作品群は、すぐれた古典戯曲であり（つまり、印刷された古典文学作品として楽しめ）、同時にそのままで特上の演劇台本（演劇脚本）である（つまり舞台上演用の脚本として用いても最上級のものである）。一方、作家によっては、表現したいこと（読者に伝えたいこと）と作品形式の関係を熟慮して、あえて小説ではなく戯曲形式（脚本形式）で作品を書いて、そもそもそれが未来永劫舞台で上演されることを全然期待しない場合もあり、つまりあくまで最初から読者に "読み物" として楽しんでもらう目的で戯曲形式（脚本形式）で作品を書くこともある。
漫画原作の中の脚本形式のもの
漫画作品の原作には脚本形式のものも含まれる。ただし漫画原作は脚本形式でないものもあり別概念であり、本来は当記事で説明するのが妥当か微妙なので（おそらくは本来は【漫画の原作】という別記事を立てるべきなので）、詳細は末尾の#漫画原作の節で説明。

## あらすじ
物語を簡単に紹介したもの。四百字から八百字程度にまとめ、エンディングまで書く。最初に必要なもの。スポンサーやプロデューサーによっては、あらすじがないと脚本を読まないことが多い。一般的にストーリーやプロットと呼ばれることがあるが、これらは別なものになる。企画書とは異なる。
ストーリー
物語の表面を浅くなぞったもの。深く掘り下げたものは必要なく、あらすじよりも短く、盛り上がりを誇張して企画書に添付することが多い。
プロット
構成や展開を意識したもの。ストーリーやあらすじよりも掘り下げ、脚本執筆の準備に近いもの。

## 人物表
脚本・戯曲
脚本の中に登場する人物を主役から端役まで一覧表にしたもの。主要な人物は名前、年齢、性別、人物関係が書き込まれる。名前のつかない人物は、通行人1、若しくは店員Aなどの記号で表記する。
漫画原作
書式は脚本と同じ。身長差や顔の特徴、またキャラクターを立てる行動を要求される。《例：両津勘吉（28）警察署・巡査》など。性別、人間関係は割愛されることが多い。

## 柱書き
※「柱」「柱書」などとも呼ぶ。
脚本・漫画原作
シーンの最初に書かれ、その場所と時間を示している。柱の頭にはシーンナンバーを振る。シーンナンバーは打ち合わせを円滑に進め、映像の場合は撮影計画、または編集作業に必要とされる。
《例：○警察署・外観（夜）》など。原稿を執筆する段階では、シーンナンバーは○で示される。これはシーンが移動する場合があるため。印刷される段階で、初めてシーンナンバーを振ることがほとんどである。
英語では、sluglineと呼ぶ。場所の名称の前に、その場所の内側なのか外側なのかを表すために、INT（内）やEXT（外）などの記号を付記するのが、アメリカ映画脚本では一般的である。たとえば、ただ「ジョージの家」と書いてあっても、家の前なのか室内なのかが区別できないからである。
戯曲
舞台装置を転換してシーンを変えることを「場」。幕を下ろすほどの場面転換や休憩を挟む間を「幕」という。したがって戯曲の柱に当たる部分はそれにナンバーを付けたものが書かれる。《例：第一幕 第一場 下町の路上》など。

## 台詞
脚本における台詞（）は発声される言葉とその注釈が書かれたテキストである。セリフとも。
脚本における「台詞」は発声される言葉（= 台詞 + ナレーション）をその話者や特性などの注釈と共に一定の書式で記したものである。台詞を見ることで演者は発すべき言葉を理解する。

### 台詞の書式
台詞は一定の書式に従って記述される。
登場人物がしゃべる言葉を「」で括って記述する。「の前に役者の役名を記述する。性別が分かりやすいように男性は名字、女性は名前で書くのが一般的である。ナレーションの場合はNと書く。その場にいない（映像では画面に映っていない）人物の台詞は、冒頭に（OFF）《読み：オフ・ボーカル》と書くことで指定する。内心の台詞は（M）《読み：モノローグ》と表記する。《例：両津（OFF）「そんなことが……」》または《例：山田の声「そんなことが……」》など。

### 脚本タイプごとの台詞
戯曲
劇場の規模によっては、役者の演技や持ち道具、小道具が見えない場合が多々あるため、または演出家の狙いで状況を台詞で説明する場合が多い。これによって、大怪獣が現れたり、数百人の機動隊に囲まれたりする芝居の世界観を作り出す。台詞の流れを印象付けるため、「倒置法」の台詞回しを使うことがある。《例：「今日はいい天気だね」→「いい天気だね! 今日は」》など。
漫画原作
台詞は吹き出しに収まるように要求される。長台詞の場合は三行台詞があって行動（ト書き）し、三行台詞を繰り返す。基本的にはテキストなので、「強敵（ライバル）」または「友人（ライバル）」などのルビを入れて、二つの意味を持たせることもある。擬音（オノマトペ）なども原作者の仕事である。語尾などにキャラクターを立てる台詞を要求されることもある。《例：「…だよーん」「…なのだ」》など。
ナレーション
登場人物の心象や内心、人間関係の説明。状況、事情などを語るときに使われる。登場人物自らがナレーションする場合と、別にナレーターを立てる場合がある。
多用すると、映像作品としての意味を問われる場合があるので、あまり好まれないが、見せたいシーンの構成や、込み入ったストーリーでは物語の整理をつけ、分かりやすくするために使われる。同様の意味で、物語の冒頭でテキストされることもある。

## ト書き
「ト書き」の言葉の由来は歌舞伎の台本の「…と立ち上がりながら」などの「と」から来ている。文体は「…であった」などの過去形ではなく「…である」などの現在進行形で書くのが一般的である。
脚本
登場人物の動作や、照明、演出の大まかな指示を記述する。目に見える具体的な動作を書くことが必須とされており、人物の心理描写や抽象的な表現を書くことは通常は行われない。必要ならば映像効果を指定する。最終的には監督、演出家の采配に委ねるが、これは台詞で人物の性格を浮き彫りにすると同様、映像描写に関わることは脚本家の仕事である。また男女の絡み、いわゆる濡れ場やアクションなどはストーリーの流れだけ書き、具体的なことは書かない。この長さで全体の尺の長さが左右されることが多く、アクションは特に殺陣師の領域になるためである。
戯曲
舞台上に何があるか。役者は板付きか。上手、下手どちらから出るかが中心になる。舞台装置との絡みがあればそれも書くが、重要でなければ書かない。台詞よりも映像、作画で見せる脚本または漫画原作とはここが大きく違う。台詞だけでストーリーが分かり、役者、演出家が自由に表現できる「遊び」がある。様式が決まっている歌舞伎台本と戯曲とは、今日では大きな隔たりがある。
漫画原作
美術、小道具、衣装などのスタッフがいないためト書きの他、必要ならば設定書を作成し全て書く（主人公はタバコを吸うか。吸うなら銘柄は何か。マッチかライターか。ライターなら〜など）。時代や年代が大きく分かれる場合は、そのストーリーの年表も作成する。原作を書く上で収集した資料など、作画にも必要なものは揃える場合もある。濡れ場、アクション・シーンもできるだけ具体的に、なおかつ荒唐無稽に作りこむ。ストーリーの構成も起承転結ではなく、「起承転」までで、引きを作る。これは連載でも読み切りでも同じだが、ストーリーの内容によってはラスト・シーンに作画を見せる余韻を作る。1ページの大ゴマや見開きなどの指定も要求される場合もある。梶原一騎は少年小説出身なので、原作は小説式で書いていた。

## ハコ書き
脚本・戯曲
テーマの訴求。尺（時間）の制限。シーンとシークエンスの整理などの作業。例えば起承転結を四つのハコに見立てたものを、大バコと言い、さらに具体的に構成したものを小バコと称する。台詞まで書かない、ト書きの積み重ねが多い。この時点で制作者や演出部との打合わせをする。
大バコ
大まかな構成。ここではトーンを統一するが具体的なことは書かない。テーマを「起承転結」に落とし込んでいく作業のみに限られる。
「結」、落としどころ（ラスト・シーン）を決めてから、ストーリーの雰囲気を掴む「起」（ファースト・シーン）を考え、「承」でストーリーを転がして「転」でサプライズを作る場合が多い。
中バコ
シークエンスの考え方。大バコで作った「起」（ファースト・シーン）の中にも「起承転結」がある。ここで主要人物をどう紹介するかなどを作る。「承」の中での起承転結は、主要人物の葛藤、絶望、新たなる希望などでドラマを作る。後半にサプライズがあれば、ここで伏線を張る。ストーリーで一番長く面白く見せる場所。「転」の中での起承転結では、今までの「起」「承」が助走であれば、ここでジャンプし高く跳躍する場所。サプライズがあれば先に作ってから「承」に伏線を張る場合が多い。高いジャンプが着地した場所が、「結」の中での「起」になり、テンポのよい「承転結」（ラスト・シーン）を作っていく。
小バコ
シーンの考え方。必要ならばカット・バックやモンタージュなどを挿入し、シークエンスをさらに細かく作り込む。「起」の「起」の中での起承転結では、主要人物または主人公が暴力的ならばアクションで始めるのか、逆に優しい人物に見せるのか。誰に対してその行動を取らせるか。クセや特徴、眼鏡は掛けているか、昼か夜か、雨は降っているか、降った後かなど、決定していく。「起」の「承」の中での起承転結では、もうストーリーは始まっているのか、これから巻き込まれていくのか、主人公に相棒がいるならここで出すか、二人の相性はよいのかなどを作り、「起」の「転」の中での起承転結では、敵対する相手が出ているなら、それにどう対処するか、主人公と相棒は相対する性格ならば、ここでその性格を明確にする。「起」の「結」の中での起承転結では、主人公、または相棒の立てた方法にどちらかが引っ張られていく、または別な登場人物が助けを求めにくるならそれを決定し、「承」の「起」の中の起承転結につなげていく。
ここまでで、「大バコの起承転結」からさらに「中バコの起承転結」、そして「小バコの起承転結」まで具体化し、必要ならば「小バコの起承転結の中の起承転結」まで具体化する。各々の人物像が浮かび上がる、または確定しているはずなので、言うべき台詞も決まることが多い。あえて台詞を作り込むことで人物を強調させる。
作家または作品により、順序を踏まえて書く。他に、大バコから小バコに移る。または小バコを書いてから、大バコに直して整理するなどの方法をとる。

## 脚本料金の目安・基本相場
テレビドラマ
基本相場は放映時間1分＝1万、2時間ドラマを例にすると実質放映時間100分×1万円＝100万円。ただし、拘束時間は1本につき1 - 3か月、その間何回も修正がある。
中堅からベテランの場合、1時間ドラマ：80万 - 100万円、2時間ドラマ：120 - 200万円契約によるが、再放送されると脚本料の半額が入る（最初の脚本料に再放送1回分が含まれている契約の場合、2回目の再放送から）。プロット：1本＝1 - 10万円。
映画脚本
新人なら1本5 - 50万円。新人以外は1分＝1万円。ベテランになれば、300万円以上。大作では1000万円もある（ただし拘束期間も長い）。
二次使用料（DVD等）
著作者印税：1.75％。例）DVD（3980円）×1000本×0.0175＝69650円の二次使用料。これらの収入が定期的に入るわけではない（2007年7月現在）。

## 映像作品のシナリオで用いる略語
以下は、時間経過を表すための撮影技術。
- F・I＝フェードイン（徐々に現れる）
- F・O＝フェードアウト（徐々に消える）
- C・I＝カットイン（突然現れる）
- C・O＝カットアウト（突然消える）
- O・L＝オーバーラップ（二つのカットが重なり合って次のシーンに変わる）
- W・O＝ワイプ・アウト（車のワイパーを振るごとくシーンが変わる、若しくは消える）

## 映像作品のシナリオの描写手法
- フラッシュ（非常に短い回想、若しくはイメージ）
- シャドウ（実態を見せずに状況を表現する）
- モンタージュ（異なるカットやシーンの積み重ねで状況を説明する）
- スライド・ショウ（一連のシークエンスをカットで積み重ねる）

## 脚本・脚色と著作権
多くの国の著作権法では翻案権や同一性保持権が保護されるため、脚色ものの原作など、著作権が保護された作品は原著作者の意向がなければ脚色できない。こうした場合には翻案の許諾契約や、改変の同意、同一性保持権の不行使特約が結ばれる。ただし同一性保持権は人格権の一部とも、放棄できないともされるため、不行使特約の法的な有効性には諸説ある。改変の同意も具体的な内容を伴わない場合は、必ずしも有効とはされていない。
脚本そのものにも著作権が生じる。映画を例とするならば、その脚本との関係は、脚本が原著作物、映画が二次的著作物の関係になる。この関係においても、演出・製作面でのクリエイティブコントロールの下で内容が改変されることがあり、上述と同様の権利問題をはらむ。

## 脚本と学校教育（とくに義務教育）
国語の教材として、教科書に脚本が載ることも少なくない。狂言『附子』の現代語訳や木下順二の『夕鶴』・　シェイクスピアの『リア王（の抜粋）』などがそうだが、これらは舞台脚本としてあつかわれるよりも、戯曲として文学扱いされているともいえる。
映像劇のシナリオが国語教科書に採用されるのは、倉本聡の『北の国から』が光村図書の中学教科書に載った1990年代を待たなければならない。上記の専門用語があり、戯曲のように単独発表されるケースもほとんど無いため、戯曲ほどに普及はしていない。
小学校の学習発表会などで演劇を発表する際にも脚本が使用される。

## 漫画原作
漫画原作
漫画作品の原作の中には脚本形式のものもある。漫画原作者が置かれる場合、基本的には編集者や作画担当と打ち合わせをして書いてゆく。つまりこの場合、編集者、漫画原作者、作画者の三人で作業は進められる。
ただし原作と作画を分業制で行うか、漫画家がひとりで原作執筆と作画の両方をするか、についてはさまざまスタイルがある。グルメ、法律、技術などの専門性の高い作品は、漫画原作者が別途立てられることも多い。小説を原案とする漫画も、通常、いきなり小説から直接に漫画が描かれるのではなく、一旦　漫画原作（脚本）が書かれ、それをもとに作画される。漫画は1コマ1コマのカットの積み重ねによって成立するため、漫画原作は映像作品よりも具体性を要求される。
漫画原作には複数の手法がある。映像脚本同様の手法で書かれる脚本形式、通常の文体で内容を描写する小説形式、漫画家が描くネームと同様の絵コンテ形式のものの3種類である。